# Stazione di Altopascio
La stazione di Altopascio è una stazione ferroviaria posta sulla linea Firenze-Lucca. Serve il centro abitato di Altopascio, da cui dista poche centinaia di metri.

## Storia
La stazione di Altopascio fu inaugurata il 14 giugno 1848, in occasione dell'apertura del tronco Lucca-Altopascio.

## Strutture e impianti
La stazione è dotata di biglietteria self-service e monitor interni ed esterni per indicare i treni in partenza e in arrivo.
Dispone di 3 binari, il primo per incroci e precedenze, il secondo è quello principale di transito, mentre il terzo è un binario di precedenza, usato in passato dai treni merci.

## Servizi
La stazione, che RFI classifica nella categoria "silver", dispone di:
- Biglietteria
- Capolinea autolinee
- Parcheggio di scambio
- Bar
- Servizi igienici

## Movimento
Presso la stazione fermano tutti i treni regionali che percorrono la linea Ferrovia Firenze-Lucca-Viareggio. La stazione è frequentata in particolar modo dagli studenti delle scuole superiori del capoluogo e di Pescia, nonché da lavoratori e studenti universitari che si recano a Pisa e Firenze. Nel 2009, si stimava un flusso passeggeri giornaliero attorno alle 450 unità.